# دئوکسی‌سیتیدین دی‌فسفات
دئوکسی‌سیتیدین دی‌فسفات (به انگلیسی: Deoxycytidine diphosphate) با فرمول شیمیایی C۹H۱۵N۳O۱۰P۲ یک نوکلئوزید دی‌فسفات با شناسه پاب‌کم ۳۹۷۲ است که جرم مولی آن ۳۸۷٫۱۷۷ g/mol می‌باشد. این ترکیب از سیتیدین تری فسفات، یک گروه هیدروکسیل و یک گروه فسفریل کمتر دارد.